# Timestalker
Timestalker ist eine Fantasy-Tragikomödie beziehungsweise eine romantische Horrorkomödie von Alice Lowe. Der Film feierte im März 2024 beim South by Southwest Film Festival seine Premiere. Der Kinostart im Vereinigten Königreich erfolgte im Oktober 2024. 

## Handlung
Agnes verliebt sich immer wieder in die falschen Männer. Immer wieder stirbt sie grausame Tode, um ein Jahrhundert später wiedergeboren zu werden, womit der Zyklus von neuem beginnt. Agnes‘ einzige Hoffnung, diesem Schicksal zu entgehen, besteht darin, endlich Erleuchtung zu erlangen. Dies ist für Agnes jedoch nicht leicht, da sie in Liebesdingen eine Närrin ist und über all die Jahrhunderte nichts dazu gelernt hat.

## Produktion

### Filmstab und Besetzung

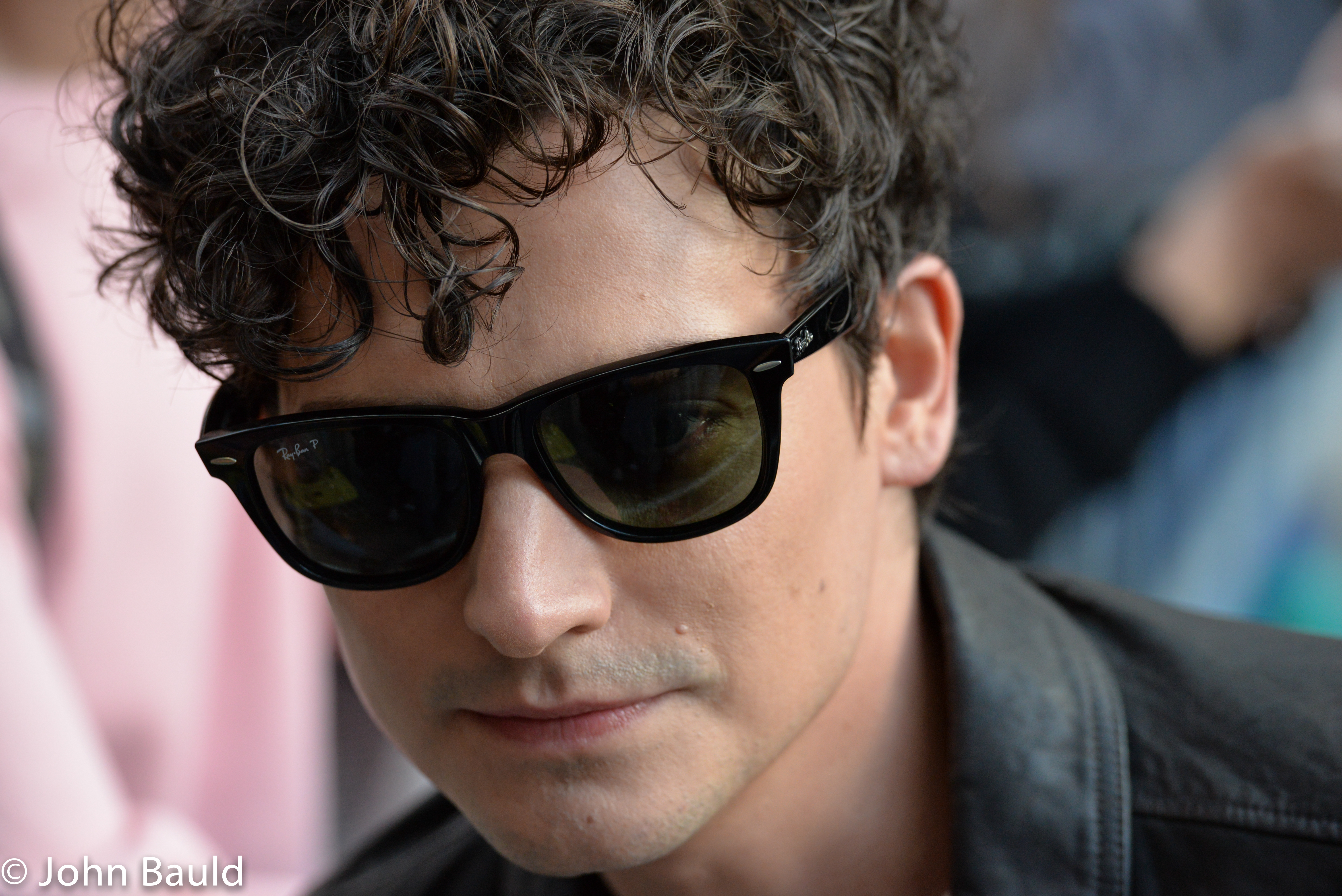
Aneurin Barnard spielt den Byronic Alex

Regie führte Alice Lowe, die auch das Drehbuch schrieb und in der Hauptrolle Agnes spielt. Die Britin ist eigentlich als Schauspielerin tätig und war zuletzt in Filmen wie No Turning Back, Sightseers, Get Duked! und Black Mirror: Bandersnatch zu sehen, überwiegend in Nebenrollen. Bei Timestalker handelt es sich um ihre zweite Regiearbeit nach Prevenge. Als Drehbuchautorin war sie unter anderem für die Filmkomödie Sightseers von Ben Wheatley tätig.
Der Waliser Aneurin Barnard, bekannt aus Filmen wie Dunkirk und Der Distelfink, spielt Alex, einen der falschen Liebhaber von Agnes. In weiteren Rollen sind die Briten Nick Frost als George, Jacob Anderson als Scipio und Tanya Reynolds und die Schottin Kate Dickie als Marion zu sehen.

### Dreharbeiten und Filmmusik
Kameramann Ryan Eddleston war zuletzt für die Tragikomödie Good Posture von Dolly Wells, das Filmdrama Balance, Not Symmetry von Jamie Adams, A Winter Love von Rhiana Yazzie und den Thriller Phea von Rocky Palladino tätig.
Die Filmmusik steuerten Pablo Clements und James Griffith aka Toydrum bei. Das englische Musikduo wurde 2011 von den ehemaligen Unkle-Bandmitgliedern und Plattenproduzenten gegründet. Das Soundtrack-Album mit insgesamt 21 Musikstücken wurde im Oktober 2024 von Invada Records als Download veröffentlicht.

### Veröffentlichung
Die Weltpremiere von Timestalker fand am 8. März 2024 beim South by Southwest Film Festival statt. Im Juni 2025 wurde der Film beim South by Southwest Film Festival London vorgestellt. Im Juli 2024 wird Timestalker beim Bucheon International Fantastic Film Festival und beim Fantasia Film Festival gezeigt. Im August 2024 wird der Film beim Locarno Film Festival, beim Edinburgh International Film Festival und beim Melbourne International Film Festival vorgestellt. Im September 2024 wurde der Film beim Slash Filmfestival gezeigt und Ende des Monats beim Vancouver International Film Festival. Im Oktober 2024 wird Timestalker beim Filmfest Hamburg und beim Sitges Film Festival vorgestellt. Der Kinostart im Vereinigten Königreich fand am 11. Oktober 2024 statt.

## Rezeption

### Kritiken
Von den bei Rotten Tomatoes aufgeführten Kritiken sind 89 Prozent positiv, womit er aus den 25. Annual Golden Tomato Awards als Drittplatzierter unter den Fantasy-Filmen des Jahres 2024 hervorging.  Bei Metacritic erhielt der Film einen Metascore von 72 von 100 möglichen Punkten.
Ursula Rathensteiner schreibt in ihrer Kritik für uncut.at, Alice Lowe habe geschickt, kreativ und humorvoll Reinkarnationen erschaffen, die sich in dem Film in den verschiedenen Leben immer wieder begegnen und einfach Spaß machten, vor allem die 1980er Jahre mit den ausufernden Frisuren und dem wohl an Prince angelehnten Schnulzensänger. Symbolisch bediene sich die Regisseurin im Romantikfach vom Märchen bis zur Popkultur und knüpfe ästhetisch an typische Darstellungen der jeweiligen Zeit an, auch wenn nicht alles akkurat historisch sei. Timestalker sei eine unterhaltsame Komödie, die nicht davor zurückschreckt, Ekelwitze zu reißen, auch wenn manches, das unter die Gürtellinie geht, nicht notwendig gewesen wäre. Der Film sei vielleicht kein Meisterwerk, aber unterhaltsames Kino mit Liebe zum Detail.

### Auszeichnungen
Slash Filmfestival 2024
- Nominierung für die Goldene Urne[19]